# Maslenica

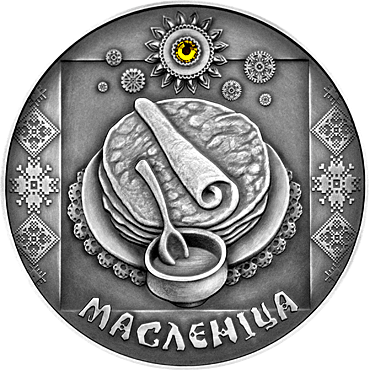
Białoruska moneta „Maslenica”

Maslenica (ros. Масленица; ukr. Масниця, masnycja; biał. масленіца) – świąteczny cykl, który zachował się na Rusi od czasów pogańskich.

## Historia
Niegdyś  kojarzona z pożegnaniem zimy i powitaniem wiosny, współcześnie obchodzona m.in. w Rosji, na Białorusi i na Ukrainie. Kościół prawosławny przyjął ją, jako święto religijne, przypadające na siedem tygodni przed Wielkanocą.
Do momentu przyjęcia chrześcijaństwa Maslenica była obchodzona w dzień równonocy wiosennej, jako dzień pojednania z bliźnimi i wybaczania krzywd.

## Obchody
Maslenica trwa tydzień i jest to czas uczt i zabaw, w tym tańców przy ogniu.